# Hypocrita bicolor
Hypocrita bicolor là một loài bướm đêm thuộc phân họ Arctiinae, họ Erebidae.